# Шмид, Георг
Георг Шмид (нем. Georg Schmid; 29 ноября 1907 — 26 октября 1984) — немецкий альтист.
Окончил Мюнхенскую консерваторию, ученик Валентина Хертля.
В 1940 г. был приглашён Клеменсом Краусом в оркестр Баварской оперы. Затем на протяжении многих лет концертмейстер альтов в Симфоническом оркестре Баварского радио. Выступал с различными составами как ансамблист, в том числе в струнном трио Гюнтера Кера и струнном квартете Карла Фройнда. В 1967 г. гастролировал по Латинской Америке с Хуго Штойрером, их дуэт был оценен Х. Х. Штукеншмидтом как «безупречный по технике и духу» (нем. technisch und geistig makellos).
Записал альтовые концерты Карла Стамица и Карла Фридриха Цельтера (с Камерным оркестром Саарского радио под управлением Карла Ристенпарта), четыре альтовых сочинения Пауля Хиндемита (в том числе Сонату для альта соло), симфоническую поэму Рихарда Штрауса «Дон Кихот» (с Полем Тортелье и Рудольфом Кемпе). Выполненная Шмидом с пианисткой Магдой Рузи запись двух сонат Op. 120 Иоганнеса Брамса, по мнению одного из рецензентов, «ближе всего подходит к передаче подлинного характера этих трудноуловимых (англ. elusive) сочинений». Первым исполнил и в 1968 году записал (то и другое вместе с автором) сонату для альта и фортепиано Op. 66 (памяти Хиндемита) Карла Хёллера.